# Вусатий нянь
«Вусатий нянь» (рос. «Усатый нянь») — радянський художній фільм 1977 року, перша повнометражна робота режисера Володимира Грамматикова.

## Сюжет
Головний герой фільму — лобуряка Кеша Четвергов, який ніяк не хоче дорослішати. У той час як всі його однолітки вже влаштувалися на роботу, герой продовжує вести себе як школяр. Він вже не раз потрапляв в поле зору представників громадськості, але остання його витівка змусила їх придумати для нього досить оригінальний спосіб покарання. Кеша стає нічним черговим в дитячому саду і йому доводиться зіткнутися з абсолютно некерованими маленькими дітьми, які, на думку директорки дитячого садка, і перевиховають хлопця.

## У ролях
- Сергій Проханов —  Інокентій Петрович Четвергов (Кеша) на прізвисько «Четвер»
- Людмила Шагалова —  Марина Борисівна Михальчук, директор дитсадка
- Єлизавета Уварова —  Аріна Родіонівна, нянечка
- Сергій Бачурський —  Петя на прізвисько «Пончик»
- Валерій Кисленко —  Діма на прізвисько «Бублик»
- Фелікс Кроль —  Вася на прізвисько «Мотиль»
- Валентин Брилєєв — громадський працівник
- Геннадій Яловичі —  батько Курослєпова
- Арсен Берзін — громадський працівник
- Броніслава Захарова —  руда жінка-громадський працівник
- Тетяна Ніколаєва —  жінка-громадський працівник в міліцейській формі
- Вадим Урюпін —  рудий чоловік-громадський працівник
- Вадим Александров —  дільничний Євсєєв
- Надія Самсонова —  жвава бабуся
- Олександр Сажин —  сторож Кузя
- Марина Матвеєнко —  незнайомка
- Наталія Хорохоріна —  мама «Бармалейчика»
- Клавдія Козльонкова —  Марія Степанівна, двірничка
- Леонід Трутнєв —  таксист

## Знімальна група
- Автори  сценарію: Андрій Вейцлер,  Олександр Мішарін
- Режисери-постановники: Володимир Грамматиков
- Оператори-постановники:  Лев Рагозін
- Художники-постановники:  Михайло Фішгойт
- Художники по костюмах: Тамара Дмитрієва
- Композитори:  Олексій Рибников
- Звукооператори: Володимир Кіпа
- Директор картини: Яків Сапожников